# Малка Йедидерменска пещера
Малката Йедидерменска пещера (гръцки: Μικρό σπήλαιο Επταμύλων) е пещера в Сярско, Гърция.

## Местоположение
Пещерата се намира в югозападното подножие на планината Сминица (Меникио), в кариера край село Йеди Дермен (Ептамили), на няколко километра източно от град Сяр (Серес). Над нея в склона е Голямата Йедидерменска пещера.

## Описание
Открита е през 60-те години на XX век при разработване на кариера. Пещерата е част от подземна карстова мрежа, която излиза в околностите на съседния серски квартал Агиос Йоанис под формата на извори. Създаването на коридорите е свързано с движението на подпочвените води в пещерата. Пещерата се характеризира с тесни коридори – канали, подземни водни корита, които на места се разклоняват. Пещерата има сухи постаменти, таван от 40 до 50 cm и богата украса в някои камери.